# Zeki Günel
Zeki Günel (ur. 10 kwietnia 1906 w Stambule, zm. ?) – turecki piłkarz występujący na pozycji pomocnika lub napastnika, reprezentant Turcji w latach 1925–1926.

## Kariera klubowa
W latach 1920–1929 grał w klubie Beykozspor 1908 ze Stambułu, z którym występował w İstanbul Futbol Ligi.

## Kariera reprezentacyjna
2 października 1925 zadebiutował w reprezentacji Turcji w przegranym 1:2 meczu towarzyskim przeciwko Polsce w Stambule, w którym zdobył bramkę. W maju 1926 roku zaliczył swój drugi i ostatni zarazem występ w drużynie narodowej w przegranym 1:3 spotkaniu z Rumunią. Ogółem w latach 1925-1926 rozegrał on w reprezentacji 2 mecze w których zdobył 1 gola.